# Solanum umbellatum
Solanum umbellatum är en potatisväxtart som beskrevs av Philip Miller.
Solanum umbellatum ingår i släktet skattor som ingår i familjen potatisväxter. Inga underarter finns listade i Catalogue of Life.